# Pfau & Co.
Pfau & Co. war ein Destillations-Unternehmen zu Zeiten der österreichisch-ungarischen Doppelmonarchie in Fiume/Rijeka.

## Geschichte

Werbung von Pfau & Co. (1903)

Besonders durch ihre Spezialitäten Pfau Hof-Cognac und Pfau Quarnero Brandy hatte sich die Firma einen Ruf im In- und Ausland geschaffen, sie waren weitverbreitet erhältlich. Oft wurden die Erzeugnisse gefälscht und konnten von minderer Qualität oder sogar gesundheitsschädlich sein. Während des Boxeraufstand spendierte Pfau & Co. mehrere Kisten mit 5000 Flaschen Quarnero-Brandy. Auf Grund der Qualität der Produkte erhielt Pfau & Co. den Titel eines „k.u.k. Hofdestillateur“.
1910 waren die Inhaber Nathan und Jakob Pfau.